# Louvre Abu Dabi
El Louvre Abu Dhabi, es un museo en Abu Dabi, la capital de los Emiratos Árabes Unidos, inaugurado oficialmente el 8 de noviembre de 2017. Es uno de los componentes de un gigantesco distrito cultural erigido en la isla de Saadiyat, junto a otros tres museos y a un centro de entretenimiento.
El 7 de marzo de 2007, el museo del Louvre en París anunció que asociaría su nombre con el de este nuevo museo, como parte de un acuerdo de treinta años entre la ciudad de Abu Dabi y el Gobierno francés. El museo, diseñado por el arquitecto francés Jean Nouvel, tiene una superficie de unos 24 000 m² y el costo de la construcción ha sido estimado entre 83 y 108 millones de euros.
Se ha previsto que este museo exhibiría obras de arte de todo el mundo, con un enfoque centrado en tender un puente entre el arte occidental y el oriental; sin embargo, es un proyecto que ha ocasionado gran controversia en el mundo del arte, dado que han surgido muchas objeciones con respecto a la legitimidad de los motivos financieros del Louvre tras el acuerdo. 

## Historia
Como parte de la creación de un distrito cultural en Abu Dabi, en la isla de Saadiyat («isla de la Felicidad»), el gobierno de los Emiratos Árabes Unidos se dirigió a Francia en 2005 para negociar la realización y desarrollo de un museo universal, cuyo proyecto arquitectónico estaría a cargo de Jean Nouvel, diseñador del museo del muelle Branly. Ambos países firmaron el 6 de marzo de 2007 un acuerdo sobre el particular que organiza esta operación de cooperación cultural durante 30 años y prevé que el museo llevará el nombre de Louvre Abu Dabi.
El acuerdo fue firmado por Renaud Donnedieu de Vabres, entonces ministro de Cultura francés, y por el Sheik Sultán bin Tahnoon Al Nahyan. El arquitecto elegido, que presentó en el acto una maqueta del futuro museo, fue Jean Nouvel —autor del Instituto del Mundo Árabe y el Museo del muelle Branly en París— y el desarrollo del proyecto competería a la ingeniería internacional Buro Happold.
Francia sería la responsable del asesoramiento en las áreas de diseño y construcción del edificio y de desarrollar el proyecto científico y cultural del museo. Desde la inauguración del museo y durante los siguientes diez años, el Louvre Abu Dabi recibirá en préstamo obras de las colecciones francesas (300 en el primer año, 250 a partir del cuarto año y 200 desde el séptimo al décimo año). Del mismo modo, durante quince años, Francia proporcionará anualmente al Louvre Abu Dabi cuatro exposiciones. Por último, ayudará al museo a crear una colección propia para ir reemplazando progresivamente las obras en préstamo de los museos franceses.
Los Emiratos Árabes Unidos, a su vez, se comprometieron a aportar alrededor de 700 millones de euros (944 millones de dólares) en treinta años, que beneficiarán a los socios del Louvre y otros museos participantes en la operación. Para aplicar este acuerdo de cooperación cultural, Francia ha creado una estructura específica, la Agence France-Muséums, cuyos accionistas son una docena de establecimientos culturales franceses.
El contrato prohíbe la creación de cualquier operación similar con el nombre de Louvre en cualquier otro de los emiratos de los EAU, Arabia Saudita, Kuwait, Omán, Baréin, Catar, Egipto, Jordania, Siria, Líbano, Irán o Irak. El presidente francés Jacques Chirac elogió el acuerdo con Abu Dabi, al afirmar que reflejaba «una cierta idea del mundo» en la que cada parte, «orgullosa de sus raíces y de su identidad, es consciente de la dignidad igual de todas las culturas».
Según los socios en los Emiratos Árabes Unidos:

La agencia de Museos franceses operará en colaboración con la Compañía de inversión y desarrollo turístico que está detrás de la transformación de la isla de Saadiyat. Estará dirigida por un financiero francés y un miembro de la Académie des Beaux-Arts, Marc Ladreit de Lacharriere, editor de la Revue des deux mondes. Bruno Maquart, el ex director ejecutivo del Centro Pompidou, ocupará la posición de Director ejecutivo.
13 de agosto de 2007

Al elegir a Louvre, el emirato de Abu Dabi no solo sella una alianza con el museo más conocido y visitado del mundo, sino selecciona uno que, desde su mismo inicio, tiene una vocación de llegar al mundo, a la esencia de la humanidad, por medio de la contemplación de las obras de arte.
Jacques Chirac (8 de septiembre de 2008)

El acuerdo con el Louvre fue refrendado por el Parlamento de Francia el 9 de octubre de 2007.

## Desarrollo

### Ubicación

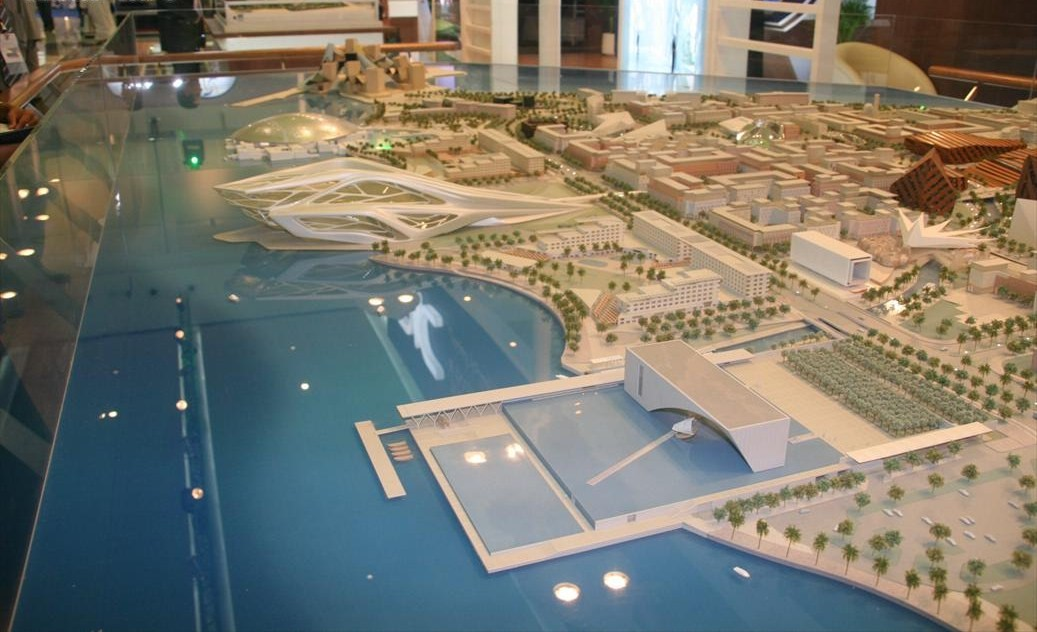
Maqueta de la isla de Saadiyat. En orden de proximidad: Museo Nacional Zayed, Louvre Abu Dhabi y Guggenheim Abu Dhabi.

El distrito cultural de la isla de Saadiyat albergará el conjunto más grande de bienes culturales de clase mundial. Además del Louvre Abu Dabi, incluirá el Museo Nacional Sheihk Zayed, que será diseñado por la compañía constructora basada en el Reino Unido, Foster and Partners bajo la dirección de Norman Foster; el Guggenheim Abu Dhabi, museo de arte contemporáneo, el Guggenheim más grande del mundo y el único ubicado en el Medio Oriente; un centro de artes escénicas diseñado por Zaha Hadid; un museo marítimo con el diseño de Tadao Ando y varios pabellones de arte.

### Costos
Abu Dabi pagó 525 millones de dólares para estar asociado con el nombre Louvre y un adicional de 747 millones de dólares a cambio de préstamos de obras de arte, exhibiciones especiales y asesoría para la gestión. Además, se estimó que el coste de construcción del edificio que albergará el museo ascendería a una suma de entre 83 y 108 millones de euros, aunque las estimaciones varían.
Así, las condiciones financieras que asumió Abu Dabi por su asociación con el Louvre se desglosaron en el acuerdo de la siguiente manera:
- Asesoramiento desde la entrada en vigor del acuerdo: una compensación total de alrededor de 165 millones de euros.
- Colección permanente: para la constitución de la colección permanente en propiedad del museo se deberán reservar 40 millones de euros anuales.
- Exposiciones temporales: el presupuesto anual para las exposiciones será de alrededor de 13 millones de euros o alrededor de 195 millones de euros excluidos los seguros en toda la duración del acuerdo.
- Préstamos fuera de las exposiciones temporales: por la movilización de las obras necesarias para el programa de préstamos, 190 millones de euros durante un período de diez años.
- Nombre del Louvre: 400 millones de euros a abonar del siguiente modo: 150 millones de euros en los treinta días posteriores a la firma del acuerdo; 62,5 millones en la inauguración del museo; 62,5 millones cinco años después de la inauguración; 62,5 millones diez años después de la apertura; y 62,5 millones quince años después de la apertura.
- Mecenazgo para el Museo del Louvre: 25 millones de euros. Las salas de uno de los pisos del Pavillon de Flore en el Louvre llevarán el nombre de una personalidad eminente de los Emiratos Árabes Unidos.

### Obras de arte a exponer
Se han planteado algunos interrogantes sobre la naturaleza de las obras de arte que serán expuestas en el Museo; sin embargo, según The National: «el tipo y naturaleza de las exposiciones planificadas para el Louvre Abu Dabi de ninguna manera se han visto afectadas por el hecho de que el nuevo museo estaría en un país musulmán, afirmó el sr. Loyrette».

Los temas y las composiciones han sido libremente discutidas con nuestros socios en Abu Dabi y no ha habido ninguna petición para evitar determinados temas. La política de exposiciones será establecida considerando la excelencia y el alto estándar de calidad. Como nuevo museo, esperamos que el Louvre Abu Dabi será parte de la comunidad internacional.
Henri Loyrette

Se ha señalado que el Museo expondrá obras de varios museos franceses, incluyendo el Louvre, el Centro Pompidou, el Museo de Orsay y el Palacio de Versalles; sin embargo, Donnedieu de Vabres, ministro de Cultura francés, declaró que el Louvre «no vendería ninguna de sus 35 000 piezas de colección actualmente en exposición». A su vez, Henri Loyrette, director del Louvre, declaró:

No estará dedicado al arte occidental, sino que mostrará toda clase de creaciones artísticas. Establecerá un diálogo entre Occidente y Oriente, entre el Norte y el Sur. Como tal, el Louvre Abu Dabi expondrá arte proveniente del Medio Oriente.
Henri Loyrette

### Diseño y construcción del edificio del museo
El museo se diseñó como una «estructura de cúpula aparentemente flotante» que permitirá que la luz solar se filtre a través de ella. El efecto en conjunto está planeado para que represente los «rayos de luz solar pasando a través de palmeras datileras en un oasis». El área total del museo será de aproximadamente 24 000 m²: la colección permanente ocupará 6000 m² y las exposiciones temporales ocuparan unos 2000 m² adicionales más.
Sobre el concepto del museo, el arquitecto Jean Nouvel ha declarado:

Lo hemos cubierto con una gran cúpula, una forma común para todas las civilizaciones. Hecha de una red de diversos patrones entrelazados con un techo translúcido, la cúpula permitirá que una mágica luz difusa ingrese al espacio en la tradición de la gran arquitectura árabe.

Las obras de construcción del Louvre Abu Dabi empezaron oficialmente el 26 de mayo de 2009. Para marcar el inicio de las obras de construcción, Khalifa bin Zayed Al Nahayan, príncipe de Abu Dabi, y Nicolas Sarkozy, presidente de Francia, inauguraron la exposición «Hablando de arte: Louvre Abu Dabi» en la Galería 1 del Hotel Palacio Emiratos que incluyó 19 obras de arte compradas en los últimos 18 años para el Louvre Abu Dabi, así como obras en préstamo de los museos nacionales franceses.

### Adquisiciones

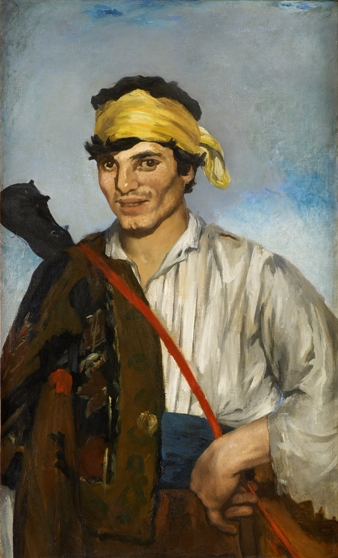
Le Bohémien, obra de Édouard Manet, fechada en 1861-1862, es una de las adquisiciones del museo.

Desde principios de 2009, el Louvre de Abu Dabi ha comenzado a adquirir obras para su colección permanente. La colección comprende unas 40 obras, que van desde la antigüedad hasta el siglo XX. Algunas de estas adquisiciones son:
- Fíbula de Domagnano (siglo V)
- Le Christ montrant ses plaies (1515), gran Cristo bávaro
- Nymphes au bain (1776), de Louis Jean François Lagrenée
- Nature morte au cabas et à l'ail y Le Bohémien, dos obras de Édouard Manet de 1861-62
- Composition With Blue, Red, Yellow and Black (1922) de Piet Mondrian (cuadro que antes perteneció a Yves Saint Laurent y Pierre Bergé)
- Breton Boys de Paul Gauguin
- The Subjugated Reader de René Magritte
- El Buen Samaritano de Jacob Jordaens
- Retrato de una Dama de Pablo Picasso (1928)
- Virgen con el Niño de Giovanni Bellini (1480-1485)
- Partido Bezique de Gustave Caillebotte (1881)
- Antropometría (ANT 110) de Yves Klein (1960)

## Controversia
Desde que comenzó a gestarse el acuerdo hubo bastante controversia, dirigida por la veterana directora del Musée d'Orsay Françoise Cachin, que había presentado, conjuntamente con Jean Clair y Roland Recht, un foro en contra del proyecto el 13 de diciembre de 2006 en Le Monde. A continuación, tramitaron una petición (amparándose en el derecho de petición de iniciativa particular francés), firmado por más de 4650 personas, entre ellas muchos museólogos, arqueólogos, historiadores de arte, académicos y conservadores. En esa petición, la participación del Louvre en este «Las Vegas de las dunas» era considerada una «derivación terrible de la ética del trabajo de los museos» y se hacía hincapié en que «los museos no están a la venta». El Louvre fue acusado de comportarse «como una corporación con una estrategia claramente definida: la maximización de sus ganancias».
El acuerdo final siguió suscitando gran controversia tanto en los círculos artísticos como en los académicos. Según Maymanah Farhat, «la controversia que ha surgido en Francia está dirigida por el historiador del arte Didier Rykner, uno de los más duros críticos del acuerdo entre Francia y los Emiratos Árabes Unidos». En palabras de Didier Rykner, «hemos perdido una batalla, pero el combate continúa».

### Respuestas a las críticas
En respuesta a esta polémica, Jack Lang, en un artículo publicado también en Le Monde el 1 de febrero de 2007, tomó posición a favor de un proyecto que, según él, reflejaba el reconocimiento del talento francés en los países árabes.
Según The New York Times, «Henri Loyrette, presidente y director del Louvre, ha respondido a las crecientes críticas de la nueva política del museo de establecer puntos de apoyo en el exterior argumentando que el Louvre no puede ignorar la 'internacionalización' de los museos». En defensa del museo, declaró que:

Es una tarifa justa por la concesión del nombre. Este rol tutelar merece una recompensa. Es normal.
Henri Loyrette (9 de enero de 2007)

No estamos vendiendo el legado y patrimonio francés. Queremos que esta cultura irradie las partes del mundo que la valoran. Estamos orgullosos de que Abu Dabi quiera llevar al Louvre allí. No estamos aquí para transformar la cultura en un producto de consumo.
Renaud Donnedieu de Vabres (6 de marzo de 2007)

El Khalifa bin Zayed Al Nahayan, presidente de los Emiratos Árabes Unidos y gobernante de Abu Dabi afirmó:

Este es un logro importante en la visión de Abu Dabi de convertirse en un destino de clase mundial que sirva de puente entre las culturas globales. Este acuerdo fortalece aún más el diálogo internacional, que abarcará a todas las culturas. Esta iniciativa es un hito singular en la cooperación internacional y en las relaciones bilaterales y un tributo a los lazos de amistad de larga data que nuestras dos naciones han disfrutado. También crea un entorno enriquecedor para ser atesorado y para educar a las generaciones venideras.
Khalifa bin Zayed Al Nahayan (2008)

### Críticas a la contratación de trabajadores
Por otra parte, la organización de derechos humanos Human Rights Watch ha documentado violaciones de los derechos de los trabajadores migrantes que trabajan en la construcción de la isla de Saadiyat. En su informe de mayo de 2009, titulado "The Island of Happiness": Exploitation of Migrant Workers on Saadiyat Island, Abu Dhabi", Human Rights Watch revela que los trabajadores inmigrantes (indios, bengalíes, etc.) son regularmente maltratados por las compañías de reclutamiento en sus países de origen, donde deben pagar primas exorbitantes de contratación, con falsas promesas de altos salarios. Estos trabajadores son presas de un sistema de «patrocinio» establecido por los empleadores de modo que no puedan salir de las obras en construcción sin ser deportados a sus países de origen. A pesar de una ley que lo prohíbe, sus pasaportes son confiscados por los empleadores, no pueden negociar colectivamente y el derecho de huelga no se reconoce en los Emiratos Árabes Unidos.
La organización ha pedido a las instituciones internacionales que tienen intereses en la isla de Saadiyat, como el Louvre, que obtengan garantías de que las autoridades de los Emiratos Árabes Unidos respetarán —de acuerdo a los estándares internacionales— los derechos de los trabajadores que construirán tales edificios de renombre.